# Luvo Manyonga
Luvo Manyonga (né le 8 janvier 1991 à Mbekweni, Paarl) est un athlète sud-africain, spécialiste du saut en longueur, champion du monde à Londres en 2017 et détenteur du record d'Afrique avec la marque de 8,65 m.

## Biographie
Auteur d'un record personnel à 8,19 m le 9 juillet 2010 à Bottrop, il remporte l'épreuve du saut en longueur lors des championnats du monde juniors 2010 à Moncton en 7,99 m ; l'année précédente, il avait obtenu une 3e place aux championnats d'Afrique juniors, avec 7,49 m.
Il se classe cinquième des championnats du monde 2011 à Daegu, avec un saut à 8,21 m. Quelques semaines plus tard, il remporte le titre des Jeux africains, à Maputo au Mozambique, avec la marque de 8,02 m.
Il est suspendu 18 mois pour dopage du 21 mars 2012 au 20 septembre 2013 à la suite de l'usage de méthamphétamine. Il est refusé à participer aux Jeux du Commonwealth en 2014, son entraîneur Mario Smith décède quelques semaines plus tard d'un accident de voiture.
Reprenant les entrainements à plein temps en 2015, il fait son retour le 5 mars 2016 (8,20 m) avant de battre son record personnel une semaine plus tard avec 8,30 m. Il devient vice-champion d'Afrique le 23 juin suivant avec un saut à 8,23 m. Il remporte la médaille d'argent aux Jeux olympiques de Rio, le 14 août 2016, échouant à un centimètre du titre avec un saut de 8,37 m. Le 9 septembre, il s'impose au Mémorial Van Damme de Bruxelles avec 8,48 m, nouveau record personnel.
Le 8 mars 2017, il ouvre sa saison 2017 avec un saut à 8,46 m. Le 17, à Pretoria, il améliore son record personnel en réalisant un énorme saut à 8,62 m (+ 1,2 m/s), la meilleure performance depuis 2009 avec les 8,74 m de Dwight Phillips et 8,63 m d'Irving Saladino. C'est par ailleurs le nouveau record d'Afrique du Sud et d'Afrique. Le 22 avril 2017, à Potchefstroom lors des championnats d'Afrique du Sud, il porte le record d'Afrique à 8,65 m. Le 13 mai, il s'impose au meeting de Shanghai avec 8,61 m, nouveau record de la ligue de diamant malgré une déception pour celui qui voulait sauter 8,80 m. Il devance les Chinois Gao Xinglong (8,22 m) et Huang Changzhou (8,20 m).
Il confirme à Hengelo le 11 juin, lors des FBK Games, où il remporte la compétition avec 8,62 m, et notamment 3 autres énormes sauts (8,60 — 8,40 et 8,46 m).
Le 5 août 2017, il remporte le titre de champion du monde à Londres avec un saut à 8,48 m. Il devance l'Américain Jarrion Lawson (8,44 m) et son compatriote Rushwal Samaai (8,32 m).
Le 7 février 2018, lors du Meeting de Paris indoor, à l'occasion de sa première compétition en salle, Luvo Manyonga établit la marque de 8,32 m à son dernier essai, après avoir réalisé 8,23 m lors de sa première tentative. Il établit la meilleure performance mondiale de l'année, échouant à quatre centimètres seulement du record d'Afrique en salle détenu depuis 2006 par le Ghanéen Ignisious Gaisah. Quatre jours plus tard, à Metz, Manyonga bat ce record d'Afrique en salle en réalisant un saut à 8,40 m. Il se classe deuxième des championnats du monde en salle, à Birmingham, en établissant un nouveau record d'Afrique en salle avec 8,44 m, devancé de 2 cm par le Cubain Juan Miguel Echevarría. Le 17 mars, il remporte un nouveau titre national avec 8,41 m.
Il est médaillé d'or aux Jeux du Commonwealth en battant le record des Jeux avec 8,41 m. Aux championnats du monde de Doha en 2019, il termine au pied du podium avec un saut à 8,28 m. 
N'ayant participé à aucune compétition en 2020, il est suspendu provisoirement le 8 janvier 2021 par l'Unité d'Intégrité de l'athlétisme (AIU) pour manquements à ses obligations de localisation antidopage. 
Le 18 juin 2021, l'AIU décide de suspendre l'athlète sud-africain durant quatre ans qui se voit fermer les portes des JO de Tokyo (2021) et Paris (2024). 

## Palmarès
| Date | Compétition                    | Lieu             | Résultat | Marque  |
| ---- | ------------------------------ | ---------------- | -------- | ------- |
| 2009 | Championnats d'Afrique juniors | Bambous          | 3e       | 7,49 m  |
| 2010 | Championnats du monde juniors  | Moncton          | 1er      | 7,99 m  |
| 2011 | Championnats du monde          | Daegu            | 5e       | 8,21 m  |
| 2011 | Jeux africains                 | Maputo           | 1er      | 8,02 m  |
| 2011 | DécaNation                     | Nice             | 2e       | 7,99 m  |
| 2016 | Championnats d'Afrique         | Durban           | 2e       | 8,23 m  |
| 2016 | Jeux olympiques                | Rio de Janeiro   | 2e       | 8,37 m  |
| 2016 | Ligue de diamant               | Ligue de diamant | 3e       | détails |
| 2017 | Championnats du monde          | Londres          | 1er      | 8,48 m  |
| 2017 | Ligue de diamant               | Ligue de diamant | 1er      | 8,49 m  |
| 2018 | Championnats du monde en salle | Birmingham       | 2e       | 8,44 m  |
| 2018 | Jeux du Commonwealth           | Gold Coast       | 1er      | 8,41 m  |
| 2018 | Coupe du monde                 | Londres          | 1er      | 8,51 m  |
| 2018 | Championnats d'Afrique         | Asaba            | 2e       | 8,43 m  |
| 2018 | Ligue de diamant               | Ligue de diamant | 1er      | 8,36 m  |
| 2019 | Ligue de diamant               | Ligue de diamant | 4e       | 8,19 m  |
| 2019 | Championnats du monde          | Doha             | 4e       | 8,28 m  |

## Records
| Épreuve          | Épreuve   | Marque      | Lieu          | Date          |
| ---------------- | --------- | ----------- | ------------- | ------------- |
| Saut en longueur | Plein air | 8,65 m (AR) | Potchefstroom | 22 avril 2017 |
| Saut en longueur | En salle  | 8,44 m (AR) | Birmingham    | 2 mars 2018   |